# Nikdy v neděli
Nikdy v neděli (řecky: Ποτέ Την Κυριακή, Pote Tin Kyriaki) je řecko-americká černobílá romantická komedie z roku 1960.
Film vypráví příběh Ilii, volnomyšlenkářské prostitutky žijící v řeckém přístavu Pireus, a amerického turisty Homera z Connecticutu, který je jako student klasických studií fascinován vším řeckým. Homer má pocit, že Iljin život ztělesňuje degradaci klasické řecké kultury a pokouší se ji přivést zpět k morálce, zatímco Ilja uvolňuje zábrany upjatého Homera. Příběh tak vytváří analogii Pygmalionu v kombinaci s příběhem lehké holky s dobrým srdcem.
Ve filmu účinkují v hlavních rolích Melina Mercouri a Jules Dassin, spolu s kterými divák pozvolna proniká do řecké kultury — tanců, hudby i jazyka (prostřednictvím titulků). Hudba z filmu se stala v 60. letech hitem a svému autorovi, skladateli Manovi Hatzidakisovi, přinesla Cenu Akademie.
Film tak získal Oscara za nejlepší píseň (Manos Chatzidakis za “Nikdy v neděli”), a dále několik nominací: nejlepší výkon herečky v hlavní roli (Melina Mercouri), nejlepší návrh kostýmů, nejlepší umělecká režie — černobílý film, nejlepší režisér (Jules Dassin) a nejlepší scénář — scénář psaný přímo pro film (Jules Dassin). Mercouriová získala na filmovém festivalu v Cannes v roce 1960 Cenu pro nejlepší herečku.

## Obsazení
- Melina Mercouri jako Ilia
- Jules Dassin jako Homer Thrace
- Giorgos Fountas jako Tonio
- Titos Vandis jako Giorgos
- Mitsos Lygizos jako kapitán (jako Mitsos Lygizos)
- Despo Diamantidou jako Despo
- Dimos Starenios jako Poubelle
- Dimitris Papamichail jako námořník (jako Dimitri Papamichail)
- Alexis Solomos jako Noface
- Thanassis Vengos jako Thanassis Vengos
- Faidon Georgitsis jako námořník
- Nikos Fermas jako číšník

## Cenzura
Když byl film Nikdy v neděli v roce 1960 poprvé promítán v Itálii, Sdružení divadelních kritiků a Ministerstvo kulturního dědictví a cestovního ruchu klasifikovalo film jako “nevhodný pro mládež do 16 let”. Sdružení rovněž písemně po tvůrcích filmu vyžadovalo následující úpravy:
1. text, který odříkává voják prostitutce na válečném křižníku, když s ní domlouvá cenu za její služby, bude upraven;
2. scéna, v které jsou voják a prostitutka do půl těla nazí a povídají si na posteli bude vymazána;
3. scéna, v které se postava sprchuje a hovoří přitom s prostitutkou, bude zkrácena, především pasáž, v které si muž odkládá ručník a odhaluje hruď a následně dochází ke styku.

Tento dokument pochází z 26. listopadu 1960 a je podepsán ministrem kultury Ruggero Lombardim.